# 1983 (Fernsehserie)
1983 ist eine polnisch-US-amerikanische dystopische Drama-Fernsehserie aus dem Jahr 2018, die am 30. November 2018 von Netflix als erstes polnisches Netflix Original veröffentlicht wurde.

## Handlung
Im fiktiven Polen des Jahres 2003 ist der Eiserne Vorhang nicht gefallen. Nach mehreren Anschlägen im Jahr 1983 unter anderem in Warschau und Danzig kam die polnische Befreiungsbewegung zum Erliegen. Die Sowjetunion hat ihre Vormachtstellung verloren und existiert als Satellitenstaat von Polen, das die ehemalige Rolle der Sowjetunion einnimmt, weiter. Im Westen gewann Al Gore die Wahl zum US-Präsidenten und reagierte auf den Anschlag am 11. September mit dem Einmarsch in den Irak. Polen ist ein restriktiver Polizeistaat, Harry Potter wird zensiert, die Opposition unterdrückt und der Staat sammelt fleißig Daten über die eigenen Bürger, während im Fernsehen dazu aufgerufen wird, wachsam zu bleiben und verdächtige Subjekte zu melden.
In diesem Polen leben der junge Kajetan Skowron, Jurastudent und zu Beginn der Handlung mustergültiger Bürger des totalitären Regimes, und Anatol Janów, ein Polizist der polnischen Milicja Obywatelska (Bürgermiliz, Name der Polizei), der den Selbstmord eines Rebellen untersucht, und dabei in Ungnade bei der Einheitspartei fällt. Zu seinem Abschluss bekommt Skowron ein Foto von seinem Professor. Als dieser kurz darauf ermordet wird, kreuzen sich die Wege von Janów und Skowron. Langsam enthüllen die beiden eine Verschwörung, die das Leben der polnischen Bürger und aller Menschen weltweit massiv verändern könnte. Mit ihren Erkenntnissen könnten sie in Polen eine Revolution auslösen; das wiederum will die polnische Regierung um jeden Preis verhindern.

## Besetzung und Synchronisation
Die deutschsprachige Synchronisation entstand nach dem Dialogbuch von Holger Wittekindt, der auch für die Dialogregie verantwortlich war, im Auftrag der Berliner Synchron.

### Hauptdarsteller
| Rolle           | Darsteller          | Synchronsprecher   |
| --------------- | ------------------- | ------------------ |
| Kajetan Skowron | Maciej Musiał       | Sebastian Kluckert |
| Anatol Janów    | Robert Więckiewicz  | Oliver Stritzel    |
| Ofelia Ibrom    | Michalina Olszańska | Marieke Oeffinger  |
| Karolina Lis    | Zofia Wichłacz      | Olivia Büschken    |
| Władysław Lis   | Andrzej Chyra       | Viktor Neumann     |

### Nebendarsteller
| Rolle               | Darsteller            | Synchronsprecher     |
| ------------------- | --------------------- | -------------------- |
| Maria Gierowska     | Ewa Błaszczyk         |                      |
| Julia Stępińska     | Edyta Olszówka        | Arianne Borbach      |
| Maja Skowron        | Agnieszka Żulewska    |                      |
| Mikołaj Trojan      | Wojciech Kalarus      |                      |
| Kazimierz Świętobór | Mirosław Zbrojewicz   |                      |
| Dana Rolbiecki      | Patrycja Volny        |                      |
| Bao Chu             | Vu Le Hong            |                      |
| William Keating     | Clive Russell         |                      |
| Kamil Zatoń         | Mateusz Kościukiewicz | Reinhard Scheunemann |

## Hintergrund
Gedreht wurde im Januar und Februar 2018 unter anderem in Warschau, Breslau, Lublin und Schlesien, sowie auf dem Schloss Fürstenstein. An den Dreharbeiten waren etwa 150 Schauspieler und 5000 Statisten beteiligt.
Die Idee zur Serie lieferte Joshua Long, der auch für die Drehbücher verantwortlich war. Regie führte Agnieszka Holland, die bereits als Regisseurin für House of Cards für Netflix tätig war, sowie Katazyne Adamik, Olga Chartas und Agnieszka Smoczyńska.

## Episodenliste
| Nr.                                                                          | Deutscher Titel | Originaltitel | Regie                                  | Drehbuch    |
| ---------------------------------------------------------------------------- | --------------- | ------------- | -------------------------------------- | ----------- |
| 1                                                                            | Verwirklichung  | Uwikłanie     | Agnieszka Holland und Katarzyna Adamik | Joshua Long |
| 2                                                                            | Rollback        | Rollback      | Agnieszka Holland und Katarzyna Adamik | Joshua Long |
| 3                                                                            | Angleichung     | Układ         | Katarzyna Adamik                       | Joshua Long |
| 4                                                                            | Blowback        | Reperkusje    | Katarzyna Adamik                       | Joshua Long |
| 5                                                                            | Sanktuarium     | Sanktuarium   | Olga Chajdas                           | Joshua Long |
| 6                                                                            | Subversion      | Zdrada        | Olga Chajdas                           | Joshua Long |
| 7                                                                            | Mayday          | Mayday        | Agnieszka Smoczyńska                   | Joshua Long |
| 8                                                                            | Requiem         | Requiem       | Katarzyna Adamik                       | Joshua Long |
| Alle Folgen wurden weltweit am 30. November 2018 auf Netflix veröffentlicht. |                 |               |                                        |             |

## Rezeption
Der Wertungsaggregator Rotten Tomatoes errechnete aus den Kritiken von sechs Kritikern eine Weiterempfehlungsrate von 100 Prozent. In der polnische Filmdatenbank Filmweb.pl vergaben mehr als 32.000 Zuschauer eine Durchschnittswertung von 6,4 von 10 Sternen, aus den Kritiken von acht Kritikern wurde eine Durchschnittsbewertung von 4,9 von 10 Sternen errechnet. Während sich Kritiker eher negativ über die Serie äußerten, bewerteten Zuschauer die Serie überwiegend positiv.
Axel Weidemann schreibt in der Frankfurter Allgemeinen Zeitung, dass die Serie unübersichtlich und voller minimalistischer Details sei und dadurch „die Anmutung einer aus den Schienen geratenden Modelleisenbahnwelt“ bekomme. Insgesamt sei die Serie sehr düster, was ihr einen „Hauch von Blade Runner“ verleihe, der jedoch „mit diesem Netflix-Glanz überzogen“ sei. „Mit etwas mehr Mut zum Spröden wäre „1983“ ein Coup.“ Till Kadritzke beschreibt die Serie in Spiegel Online ebenfalls als grau und düster, hebt jedoch positiv hervor, dass es dem Autor Long gelänge, „das Intime mit dem Weltpolitischen zu verknüpfen, ohne allzu künstliche Plotgebäude zu konstruieren.“ Julian Ignatowitsch schreibt für Deutschlandfunk, dass es die Serie mit ihren Vorbildern The Man in the High Castle und SS-GB durchaus aufnehmen könne. Er hebt hervor, dass die Serie „brandaktuell auf die neu entfachte Expansionspolitik von Putins Russland“ schaue, die Handlung jedoch „stark auf ihre beiden Hauptfiguren beschränkt“ bleibe. Julian Miller schreibt für Quotenmeter, dass der Serie „starke Figuren, die dem Zuschauer den Weg in der ihm fremden Welt weisen“ fehle. Auch er beschreibt die Handlung als verworren, außerdem seien die Charaktere „unnötig stereotyp und generisch geführt.“

### Auszeichnungen
Polnischer Filmpreis 2019
- Nominierung in der Kategorie Beste Fernsehserie für Agnieszka Holland, Katazyne Adamik, Olga Chartas und Agnieszka Smoczyńska.[11]